# Giordano Bruno (krater księżycowy)
Giordano Bruno – mały krater uderzeniowy położony blisko brzegu niewidocznej z Ziemi półkuli Księżyca, o średnicy 22,13 km, położony na 35,92° północnej szerokości selenograficznej i 102,8° długości wschodniej.
Gerwazy z Canterbury zanotował w swojej kronice informację, iż co najmniej pięciu mnichów z Canterbury zaobserwowało 18 czerwca 1178 roku niezwykłe zjawisko na Księżycu. Księżyc był tuż po nowiu więc na niebie był widoczny jedynie jako wąski sierp. Według opisu kronikarza w pewnej chwili górny róg tego sierpa nagle rozpadł się na dwie części a w środku rozdwojenia pojawiła się szybko zmieniająca swój kształt ognista pochodnia, od której miały odrywać się połyskujące iskry dodatkowo rozjaśniające ten obszar. Po pewnym czasie róg sierpu równie nagle pociemniał.
Na podstawie wnikliwej analizy tej notatki oraz po zapoznaniu się z topografią Księżyca angielski geolog Jack B. Hartung w 1976 roku doszedł do wniosku, że zaobserwowane zjawisko zostało spowodowane upadkiem dużego meteorytu, który spowodował powstanie krateru księżycowego a wyrwana z jego niecki materia została odrzucona wysoko w przestrzeń i spadając odbijała światło słoneczne, co spowodowało obserwowane efekty optyczne. Zdaniem Jacka B. Hartunga doszło wtedy do utworzenia krateru Giordano Bruno, który wydaje się być tworem stosunkowo młodym.
Decyzją Międzynarodowej Unii Astronomicznej w 1961 roku został nazwany od Giordano Bruno (1548-1600), włoskiego filozofa.